# Новониколаевка (Славянский район)
Новоникола́евка (укр. Новомиколаївка) — село в Черкасской поселковой общине Краматорского района Донецкой области Украины.

## Общие сведения
Население по переписи 2001 года составляло 859 человек. Почтовый индекс — 84167. Телефонный код — 626.

## Географическое положение
Село расположено в 5 км от центра общины на автодороге Торец — Черкасское.

## Экономика
Филиал «Правдинское» агрофирмы «Шахтёр». Комплекс по выращиванию КРС. Птицефабрика «Правдинская».

## Объекты социальной сферы
- Дом культуры.
- Детский сад.
- Школа.
- Магазин.

## Достопримечательности
- Памятник воинам, погибшим в Великую Отечественную войну.

## Транспорт и связь
Имеется автобусное сообщение с районным центром — городом Краматорск.

## Местная власть
84162, Донецкая область, Краматорский район, пгт Черкасское, ул. Ясная, 3.